# Amt Rethem
Das Amt Rethem war ein historisches Verwaltungsgebiet des Fürstentums Lüneburg bzw. des Königreichs Hannover.

## Geschichte
Mittelpunkt des Amts Rethem war die um 1300 errichtete gleichnamige welfische Grenzfestung an der Aller. Aus dem Amtsbezirk wurde 1852 das Gericht Cordingen abgetrennt und dem Amt Fallingbostel zugelegt. 1859 wurde das Amt Rethem ganz aufgehoben. Das Gericht Boitzen fiel ebenfalls an das Amt Fallingbostel, der übrige Teil des Amts (die Hausvogtei und das Patrimonialgericht Wahlingen) an das Amt Ahlden.